# Медынщина
Медынщина (укр. Мединщина) — бывшее село в Нежинском районе Черниговской области Украины. Село было подчинено Талалаевскому сельсовету.

## История
Впервые упоминается в 1859 году как хутор Велички, насчитывалось 3 двора и 14 человек. С 1920-х годов современное название.
По состоянию на 1987 год нежилое. Решением Черниговского областного совета от 14.08.2003 года село было снято с учёта.

## География
Было расположено северо-западнее села Лустовка. По состоянию местности на 1987 год населённый пункт был изображён как урочище с кладбищем.